# Vicente Luis Irisarri Castro
Vicente Luis Irisarri Castro (Vigo, 1951) es un ingeniero naval y político español. Fue alcalde de Ferrol entre los años 2007 y 2011.
| Predecesor: Juan Manuel Juncal Rodríguez | Alcalde de Ferrol 2007-2011 | Sucesor: José Manuel Rey Varela |